# 特雷西 (加利福尼亚州)
特雷西（英語：Tracy），是美国加利福尼亚州圣华金县下属的一座城市。建市于1910年7月22日，面积大约为22平方英里（57平方公里）。根据2010年美国人口普查，该市有人口82,922人。